# Natakhtari (bier)
Natakhtari (Georgisch: ნატახტარი, Nederlandse uitspraak Natachtari) is een Georgisch biermerk van lage gisting. Het bier wordt sinds 2005 gebrouwen in Brouwerij Natachtari in het dorp Natachtari. 
Sinds 2008 is Natachtari de officiële sponsor van de Georgische voetbalfederatie en de Georgische rugbybond, en sinds 2010 ook van de nationale basketbalfederatie.

## Varianten
- Natakhtari Beer, blonde lager met een alcoholpercentage van 4,5%
- Natakhtari Kasris Beer, blonde lager met een alcoholpercentage van 5,2%
- Natakhtari Unfiltered, ongefilterde blonde lager met een alcoholpercentage van 4,5%
- Natakhtari Extra, blonde lager met een alcoholpercentage van 8%